# Wilhelm Stöck
Wilhelm Stöck (* 21. Februar 1922 in Koblenz; † 25. Februar 1997 in Hamburg) war ein deutscher Journalist und Nachrichtensprecher. 

## Leben
Nach dem Abitur besuchte Stöck zunächst die Handelsschule. Auf der Navigationsschule erhielt er zudem ein A5-Patent als Steuermann. Danach erhielt er seine seemännische Ausbildung auf dem Schulschiff Deutschland im Atlantik.
Nach dem Zweiten Weltkrieg begann Stöck mit einer Tätigkeit als Journalist und Autor, wobei er das Pseudonym Will Köst verwendete. Außerdem wirkte er im rheinpfälzischen Kabarett Steckenpferd mit. Daneben arbeitete er als Sprecher bei Radio Koblenz. Von dort aus erhielt er eine Anstellung beim SWF Baden-Baden, wo er bis 1962 als Reporter, Autor und Nachrichtensprecher tätig war. Von 1962 bis 1964 sprach er die Nachrichten beim Deutschlandfunk. 1964 wechselte Stöck zum Fernsehen, wo er 20 Jahre lang bei der ARD-Tagesschau die Nachrichten präsentierte. In dieser Zeit führte er einen erfolgreichen Prozess gegen seinen Arbeitgeber, weil er vom Chefsprecher Karl-Heinz Köpcke seit 1978 nicht für die Hauptsendung eingeteilt worden war. Offizielle Begründung für die Nichtberücksichtigung Stöcks für die Hauptsendung war „mangelnde Qualität“, der wahre Hintergrund war jedoch eine Interviewäußerung Stöcks, dass die Tagesschau parteipolitisch befangen sei. Ab 1981 durfte Stöck nach dem erfolgreichen Prozess bis zu seinem vorzeitigen Ruhestand 1984 wieder die Hauptsendung moderieren. 
Seinen Lebensabend verbrachte Stöck in Hamburg, wo er mehrere Gedichtbände mit selbstgefertigten Aquarellen und Zeichnungen veröffentlichte.